# Blaesodactylus sakalava
Blaesodactylus sakalava är en ödleart som beskrevs av Grandidier 1867. Blaesodactylus sakalava ingår i släktet Blaesodactylus och familjen geckoödlor. IUCN kategoriserar arten globalt som livskraftig. Inga underarter finns listade.
Arten förekommer på västra och södra Madagaskar. Honor lägger ägg.